# 享受人生圓舞曲

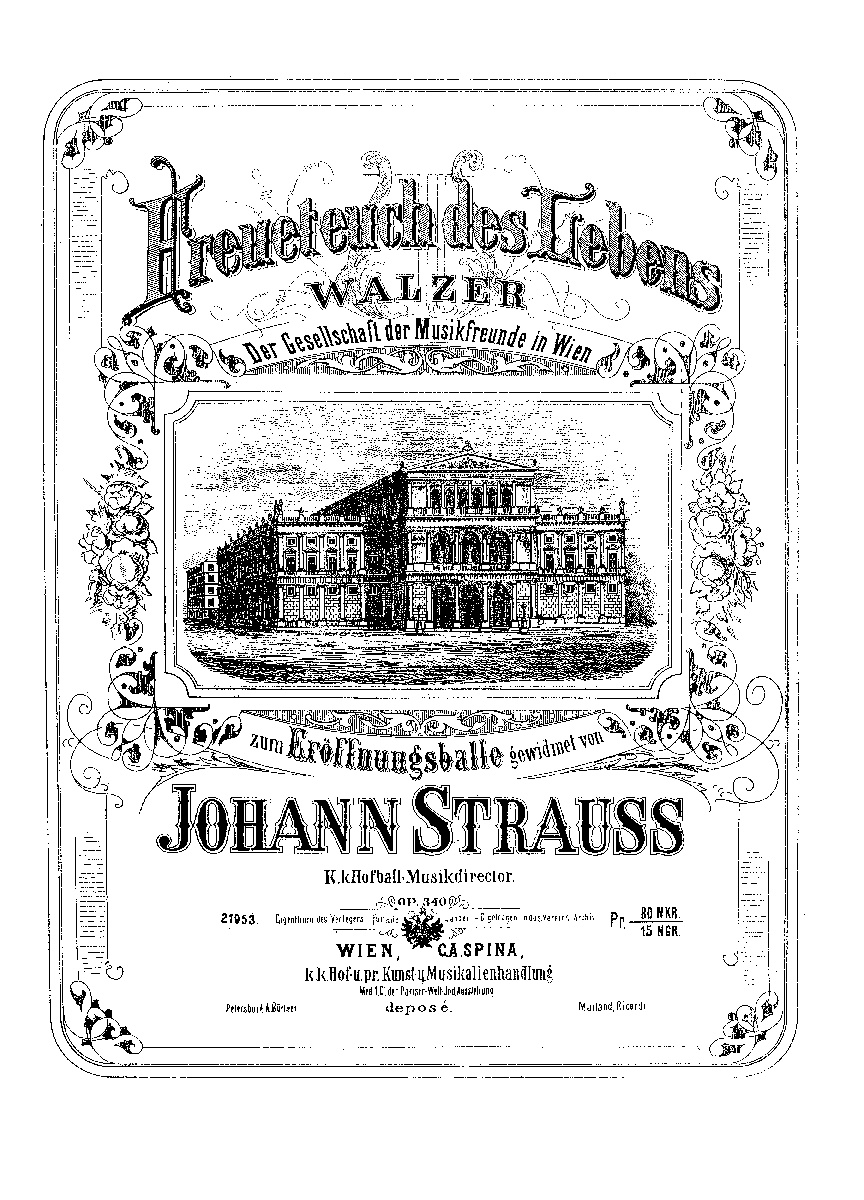
C.A.Spina出版的乐谱的封面

享受人生圆舞曲（德語：Freuet euch des Lebens）作品号为340。是奥地利作曲家小约翰·施特劳斯献给维也纳音乐之友协会所创作的维也纳华尔兹。1870年在维也纳音乐协会首演。

## 部分乐段
第一段华尔兹
您的浏览器不支持播放音频。您可以下载音频文件。
第2段华尔兹
您的浏览器不支持播放音频。您可以下载音频文件。
第5段华尔兹
您的浏览器不支持播放音频。您可以下载音频文件。

## 維也納新年音樂會
在維也納新年音樂會的登場如下。
- 1947年 - 約瑟夫·克里普斯指揮
- 1962年 - 威利·博斯科夫斯基指揮
- 1974年 - 威利·博斯科夫斯基指揮
- 1988年 - 卡洛斯·克莱伯指挥
- 1997年 - 里卡多·穆蒂指揮
- 1980年 - 洛林·马泽尔指揮
- 2008年 - 乔治·普雷特指揮
- 2004年 - 马里斯·扬颂斯指揮
- 2020年 - 安德里斯·尼尔森斯指揮